# Тшцинець (Дравський повіт)
Тшцинець (пол. Trzciniec, нім. Wassergrund) — село в Польщі, у гміні Чаплінек Дравського повіту Західнопоморського воєводства.
Населення — 392 особи (2011).
У 1975-1998 роках село належало до Кошалінського воєводства.

## Демографія
Демографічна структура станом на 31 березня 2011 року:
|          | Загалом | Допрацездатний вік | Працездатний вік | Постпрацездатний вік |
| -------- | ------- | ------------------ | ---------------- | -------------------- |
| Чоловіки | 236     | 93                 | 132              | 11                   |
| Жінки    | 156     | 33                 | 95               | 28                   |
| Разом    | 392     | 126                | 227              | 39                   |